# The Exquisite Thief
The Exquisite Thief is een Amerikaanse misdaadfilm uit 1919 onder regie van Tod Browning. De film is deels verloren gegaan.

## Verhaal
Blue Jean Billie is een vrouwelijke crimineel, die diefstallen pleegt in de hogere kringen met hulp van haar makker Shaver Michael. Billie is aanwezig op een diner van de rijke familie Vanderhoof. Daar zal de dochter des huizes haar verloving aankondigen met een Britse edelman. Billie besteelt alle gasten en ze gijzelt de verloofde.

## Rolverdeling
| Acteur         | Personage          |
| -------------- | ------------------ |
| Priscilla Dean | Blue Jean Billie   |
| Thurston Hall  | Algernon P. Smythe |
| Milton Ross    | Rechercheur Wood   |
| Sam De Grasse  | Shaver Michael     |
| Jean Calhoun   | Muriel Vanderflip  |